# Tulancingo
Tulancingo é um município do estado do Hidalgo, no México. É a segunda localidade em importância no estado. 

## Cidades-irmãs
- Pleasanton (Califórnia), Estados Unidos